# Пикшикское сельское поселение
Пикшикское сельское поселение (чув. Пикшик ял тӑрӑхӗ) — упразднённое муниципальное образование в Красноармейском районе Чувашии.
Законом Чувашской Республики от 14.05.2021 № 30 к 24 мая 2021 года упразднено в связи с преобразованием Красноармейского района в муниципальный округ.

## История
В 1927 году образовались Ямайкасинский и Шупосинский сельские Советы. Они существовали до 1962 года. С 1962 года образовался Синьяльский сельский совет и действовал до 1978 года. А с 1978 года Синьяльский сельский Совет был переименован в Пикшикский сельский Совет.

## География
Пикшикское сельское поселение граничит: на севере — с землями Чебоксарского района, на  западе — с землями Моргаушского района, на юге — с землями Большешатьминского сельского поселения Красноармейского района, на востоке — с землями Чадукасинского сельского поселения Красноармейского района. 

По землям поселения проходит автодорога регионального значения 97Н-001 Чебоксары—Сурское.

## Состав поселения
12 населённых пунктов. Административный центр — деревня Пикшики.
| №  | Населённый пункт | Тип населённого пункта          |
| -- | ---------------- | ------------------------------- |
| 1  | Вурманкасы       | Деревня                         |
| 2  | Кивьялы          | Деревня                         |
| 3  | Кюль-Сирма       | Деревня                         |
| 4  | Ойрисюрт         | Деревня                         |
| 5  | Пикшики          | Деревня, административный центр |
| 6  | Сесмеры          | Деревня                         |
| 7  | Синьял-Шатьма    | Деревня                         |
| 8  | Тоганаши         | Деревня                         |
| 9  | Шипырлавар       | Деревня                         |
| 10 | Шупоси           | Деревня                         |
| 11 | Ыхракасы         | Деревня                         |
| 12 | Ямайкасы         | Деревня                         |

## Население
| 2010 | 2012 | 2013 | 2014 | 2015 | 2016 | 2017 |
| ---- | ---- | ---- | ---- | ---- | ---- | ---- |
| 959  | ↘911 | ↘896 | ↘883 | ↘844 | ↘826 | ↘805 |
| 2018 | 2019 | 2020 | 2021 |      |      |      |
| ↘790 | ↘773 | ↘764 | ↘750 |      |      |      |

По данным Всероссийской переписи населения 2002 года в населённых пунктах Пикшикского сельского совета проживали 1054 человека, преобладающая национальность  — чуваши (86—100%).